# Старе Село (станція, Білоруська залізниця)
Старé Село́ (біл. Старо́е Сяло́) — проміжна залізнична станція 5-го класу Вітебського відділення Білоруської залізниці на лінії Вітебськ — Полоцьк між зупинними пунктами Летці (4 км) та  Крайова (2,1 км). Розташована між селами Ломи та Старе Село у Вітебському районі Вітебської області.

## Історія
1866 року біля Старого Села прокладена Дінабурго-Вітебська залізниця та побудована однойменна станція, біля якої було утворено однойменне поселення.

## Пасажирське сполучення
На станції Старе Село зупиняються поїзди регіональних ліній економкласу сполученням Вітебськ — Полоцьк.